# Копаланский трики
Копаланский трики (также известен как трике, самоназвание — xnaꞌánj nu̱ꞌ, что означает «полноценный язык») — вариант языка индейцев трики, проживающих в населенном пункте Сан-Хуан-Копала штата Оахака в Мексике. Носители языка встречаются также в штатах Сонора и Нижняя Калифорния, в некоторых городах в США. Общее число носителей копаланского трики — 30 000 человек.

## Генеалогическая информация
Копаланский трики — один из трех языков трики, распространенных в Мексике. Другие языки — сан-андреас-чикауастланский трики и сан-мартин-итуньосский трики. Между ними существуют значительные различия в фонологии и лексике.
Вместе с миштекским и куикатекским языки трики входят в миштекскую группу отомангской семьи.
Копаланский трики не разделяют на диалекты. Однако среди представителей разных семей встречается вариативность речи. Так, в некоторых словах варьируется произношение гласных e и i: yuvéé или yuvíí (плетеный коврик). Кроме того, одни и те же понятия в речи разных носителей могут выражаться одним или двумя словами: chraa chrúún или rachrúún (хлеб). Наблюдается также разница между лексикой старшего и младшего поколений.

## Ареальная информация
Копаланский трики распространен в деревне Сан-Хуан-Копала (штат Оахака, Мексика) и в её окрестностях, где носители этого языка проживают уже несколько столетий. Он относится к мезоамериканскому языковому ареалу. Окружен языками миштекской группы, также на данной территории широко распространен испанский. Эти языки трики используют при экономических и политических контактах.
Многие носители копаланского трики в поисках работы уехали в другие штаты Мексики, такие как Сонора, Нижняя Калифорния и Синалоа. Некоторые также эмигрировали в США.

## Социолингвистическая информация
Число индейцев трики, проживающих в Сан-Хуан-Копала, оценивается в 15 000 человек. Общее число говорящих на копаланском трики в Мексике в 2007 году составляло 25 000 человек (по данным SIL). Перепись 2020 года национального института статистики и географии Мексики сообщает о 29 500 носителях. Ethnologue оценивает количество носителей копаланского трики во всех странах в 30 000 человек.
Собственной письменности у копаланского трики нет.
Среди людей, живущих в Сан-Хуан-Копала, преобладает монолингвизм. Между собой носители общаются на копаланском трики, некоторые также выучивают хустлауакский миштекский для коммуникации с жителями соседних городов. Дети, рождающиеся в семьях трики в Сан-Хуан-Копала, усваивают копаланский трики как первый язык.
Носители, которые уезжают работать в другие штаты или женятся на носителях других языков, часто выучивают испанский. Это приводит к появлению в копаланском трики множества испанских заимствований. Дети, рождённые за пределами Сан-Хуан-Копала, часто не учат копаланский трики, усваивая в качестве первого языка испанский.

## Типологическая характеристика

### Тип выражения грамматических значений
В копаланском трики аналитически выражается число у существительных (с помощью артикля), посессивность (с помощью маркера ze32):
- wee4 dax13 nawix3 ze32 kwendo1 nix3 zoh3 a32
- AFF thus CON.finish POSS story the.PL his DEC
- И так их история заканчивается. [Hollenbach 1992: 431]

Однако формы глаголов, обозначающих завершенное или возможное действие, образуются от формы глагола со значением длительного действия синтетически с помощью префиксов. При этом форма завершенного действия отличается от формы возможного действия соответствующего глагола только тоном. Посессивность у существительных также может быть выражена префиксом.
- wee4 dan32 ne2 ka-hanx32 zhoh3 / ne2 ka-oh3 zhoh3 kushruh3 shree5 yoh3 a32
- AFF that and COM-go it.AML and COM-hit it.AML fist ear it.INAN DEC
- И после этого он [кролик] пошел и ударил его [пугало] в ухо своим кулаком. [Hollenbach 1992: 419]

### Характер границы между морфемами
В копаланском трики преобладает изоляция — каждое слово выражает одно лексическое или грамматическое значение:
- cha2 uun4 zhoh3 naa31 kwa3no2 a32
- POT.eat REP it.AML cornfield right_now DEC
- Прямо сейчас он [кролик] снова собирается съесть кукурузное поле. [Hollenbach 1992: 419]

Исключение составляют агглютинативно образованные формы глаголов завершенного и возможного времени, посессивные существительные:
- ka3-nikax1 shu3kwa2han-h4 / k-uneh3 noh3 tahnax32 tuhwa3 sh-naa31 noh3 a32
- COM-turn grandmother-our.IN COM-seat she ghost mouth POSS-cornfield she DEC
- Наша бабушка повернулась и расставила пугала на краю её кукурузного поля. [Hollenbach 1992: 417]

### Локус маркирования

#### Посессивная именная группа
В посессивной именной группе наблюдается зависимостное маркирование. Показателем посессивности могут являться префиксы ta-, ti, s-, sh-; префиксы d- и t-, заменяющие первый звук корня y, а также аналитический маркер ze, стоящий перед обладаемым.
Конструкция с двумя существительными:
- wahnux1 ta-neh3 sno5ho32
- three POSS-rope man
- Три веревки мужчины [Hollenbach 1992: 283]
- ze32 mi2shte4 shnii3
- POSS machete boy
- Мачете мальчика [Hollenbach 1992: 284]

Местоименная конструкция:
- ti-hnuu5 noh3
- POSS-corn she
- Её кукуруза [Hollenbach 1992: 284]
- ze32 kwe2ndo4 nix3 zoh3
- POSS story the.PL he
- Их история [Hollenbach 1992: 284]

#### Предикация
Если объект выражен неодушевленным существительным, в предикации наблюдается нулевое маркирование:
- Uchrah5 zoh3 chruun3 a32
- CON.split he wood DEC
- Он колет дрова. [Hollenbach 1992: 187]

Если объект выражен одушевленным существительным, часто наблюдается зависимостное маркирование — перед объектом употребляется аналитический маркер man3 со значением «тело». Однако его использование не является обязательным.
- Nehe3 noh3 man3 gwaa4 a32
- CON.sense she body John DEC
- Она видит Джона. [Hollenbach 1992: 187]

### Тип ролевой кодировки
Агентивная клауза с одноместным глаголом
- unanx5 shnii3 a32
- CON.run boy DEC
- Мальчик бежит. [Hollenbach 1992: 186]

Пациентивная клауза с одноместным глаголом
Одушевленный пациенс при некоторых глаголах употребляется только с маркером man3, при других глаголах такой маркер не требуется:
- ahngax32  man3 shnii3 a32
- CON.throb body boy DEC
- Мальчик испытывает боль. [Hollenbach 1992: 186]
- ka-wih3 chii3 a32
- COM-die man DEC
- Мужчина умер. [Hollenbach 1992: 187]

Клауза с двухместным глаголом
Пациенс, выраженный неодушевленным существительным, не маркируется; пациенс, выраженный одушевленным существительным, может иметь маркер man3; при пациенсе, выраженном местоимением, маркер man3 обязателен:
- tuhwex5 gwaa4 ruhwih3 a32
- CON.sell John charcoal DEC
- Джон продает древесный уголь. [Hollenbach 1992: 187]
- Nehe3 noh3 man3 gwaa4 a32
- CON.sense she body John DEC
- Она видит Джона. [Hollenbach 1992: 187]

Таким образом, в копаланском трики частично активная ролевая кодировка.

### Базовый порядок слов
Преобладает базовый порядок слов VSO:
- ranx5 noh3 hnuu5 a32
- CON:buy she corn DEC
- Она покупает кукурузу. [Hollenbach 1992: 187]

## Яркие особенности
Копаланский трики, как и многие другие языки отомангской семьи, является тоновым языком. В нём различают пять тонов: первый тон самый низкий, а пятый самый высокий (обозначаются цифрами от 1 до 5). При этом в процессе произнесения четвёртого и пятого тонов частота звука меняется. Если в слоге имеется двойной гласный или гласный + гортанная смычка, четвёртый тон произносится как переход от третьего тона к четвёртому, а если гласный один, то как переход от четвёртого тона к третьему. Пятый тон произносится как переход от третьего тона к пятому.
Существуют также переходы от первого уровня к третьему (13), от третьего к первому (31) и от третьего ко второму (32).
В копаланском трики тон стоящего слева слога зависит от тона слога, находящегося справа от него. В простых словах тон последнего слога влияет на остальные. Так, если последний слог произносится (или начинается) с низким первым или вторым тоном, то в остальных слогах будет второй тон: wa2ta1 «шесть», ka2ka2 «сгорит». Если же первый тон последнего слога соответствует третьему или выше него, то в остальных слогах будет третий тон: na3ru3ku3ʔ «стал сморщенным».
В составных словах или заимствованиях есть два слога, влияющих на тон стоящих слева слогов. Как и в простых словах, одним из таких слогов является последний. Второй подобный слог может быть предпоследним или третьим с конца.
В предложении обязательно должен присутствовать финальный маркер, выражающий цель высказывания и отношение говорящего к нему.
| Маркеры | Употребление                                                          | Пример |
| --- | --------------------------------------------------------------------- | --- |
| a32 | Нейтральные повествовательные предложения                             | ka-hanx32 zoh3 makaa5 a32 COM-go he Mexico_City DEC Он уехал в Мехико. [Hollenbach 1992: 191]                                     |
| a4 | В повествовательных и повелительных предложениях с оттенком убеждения | ka-hanx32 zoh3 a4 COM-go he PERS Он точно уехал. [Hollenbach 1992: 238]                                                           |
| nanx1 a4 «несомненно» | Для выразительности в повествовательных предложениях                  | yume32 cha-x3 nanx1 a4 tuber CON.eat-UN indeed PERS Он, несомненно, ест клубни. [Hollenbach 1992: 239]                            |
| ei32 | В повествовательных и повелительных предложениях с оттенком усиления  | ka-hanx32 zoh3 ei32 COM-go he EMPH Он определённо уехал. [Hollenbach 1992: 238]                                                   |
| adonx2 «конечно» shugwanx32 «очевидно» shtonx32 «согласие» nanx1 ei32 «определенно точно» zhix32 «радостно» a1 zhix32 «да, конечно» nanx1 a4 «несомненно» | В повествовательных предложениях в диалоге для усиления               | ax1 ke-nehe4 zoh1 shugwanx32 already COM-sense you.SG obviously Ты, конечно, уже знаешь [об этом]. [Hollenbach 1992: 238]         |
| nah3 | Нейтральные общие вопросы                                             | raan31 nah2 CON.flash INT Сверкает ли молния? [Hollenbach 1992: 225]                                                              |
| zhah2 | Общие вопросы, в которых ожидается утвердительный ответ               | raan31 zhah2 CON.flash INT Молния сверкает, не так ли? [Hollenbach 1992: 226]                                                     |
| nih3 | В вопросительных предложениях перед вокативом                         | ka-hanx2 zoh1 / nih3 ‘pe3dro-h32 POT-go you.SG INT Peter-INT Ты пойдешь, Питер? [Hollenbach 1992: 236]                            |
| ga2 | Нейтральные специальные вопросы                                       | me3 zii5 ka-hnah3 ga2 which he COM-come INT Кто пришёл? [Hollenbach 1992: 226]                                                    |
| onx32 | Специальные вопросы с оттенком настойчивости или раздражения          | dax1 ka-hwee13 ki-ri-h1 onx32 how POT-be_possible POT-get-we.IN INT.insistent Как мы можем получить [это]? [Hollenbach 1992: 229] |
| ru3gwanx32 | В вежливых повелительных предложениях                                 | ka-nanx2 zoh1 rohno4 ru3gwanx32 POT-weave you.SG tunic IMP.polite Пожалуйста, сотки тунику! [Hollenbach 1992: 233]                |
| mah3 | В повелительных предложениях для выражения запрета                    | ze2 cha4 zoh1 man-x3 mah3 NEG POT.eat you.SG body-my NEG Не ешь меня! [Hollenbach 1992: 234]                                      |
| mei32 | В повелительных предложениях для выражения запрета с усилением        | ze2 ka-hanx2 zoh1 mei32 NEG POT-go you.SG NEG.EMPH Во что бы то ни стало, иди! [Hollenbach 1992: 234]                             |
| man32 | В повелительных предложениях для выражения запрета перед вокативом    | ze2 nano4 ra4 zoh1 / man32 ‘na3iin32 NEG POT.tell inside you.SG NEG mama Не грусти, мама! [Hollenbach 1992: 236]                  |

## Список сокращений
AFF — показатель последовательности действий в повествовательном предложении
AML — род «животное» у местоимений
COM — завершенное время у глаголов
CON — длительное время у глаголов
DEC — показатель повествовательного предложения
EMPH — показатель усиления
IMP — показатель повелительного предложения
IN — инклюзивность
INAN — род «неодушевленное» у местоимений
INT — показатель вопросительного предложения
NEG — отрицание
PERS — показатель повелительного предложения
PL — множественное число
POSS — посессивный показатель
POT — возможное время у глаголов
REP — показатель повторяющегося действия
SG — единственное число
UN — неопределенное третье лицо у местоимений

## Список использованной литературы
- Hollenbach, Elena Erikson de. Gramática popular del triqui de Copala. — D.F., México: Instituto Lingüístico de Verano, A.C., 2008. — ISBN 968-31-0357-X
- Hollenbach, Barbara E. A syntactic sketch of copala trique (англ.) // Studies in the syntax of Mixtecan languages 4. — 1992. — ISBN 0-88-312-184-0
- Hollenbach, Barbara E. 1999. A cultural sketch of the Copala Trique
- Hollenbach, Barbara E. The phonology and morphology of tone and laryngeals in Copala Trique. — Mexico, 1984.
- Ethnologue: Triqui, Copala